# Rothenburg (Adelsgeschlecht)

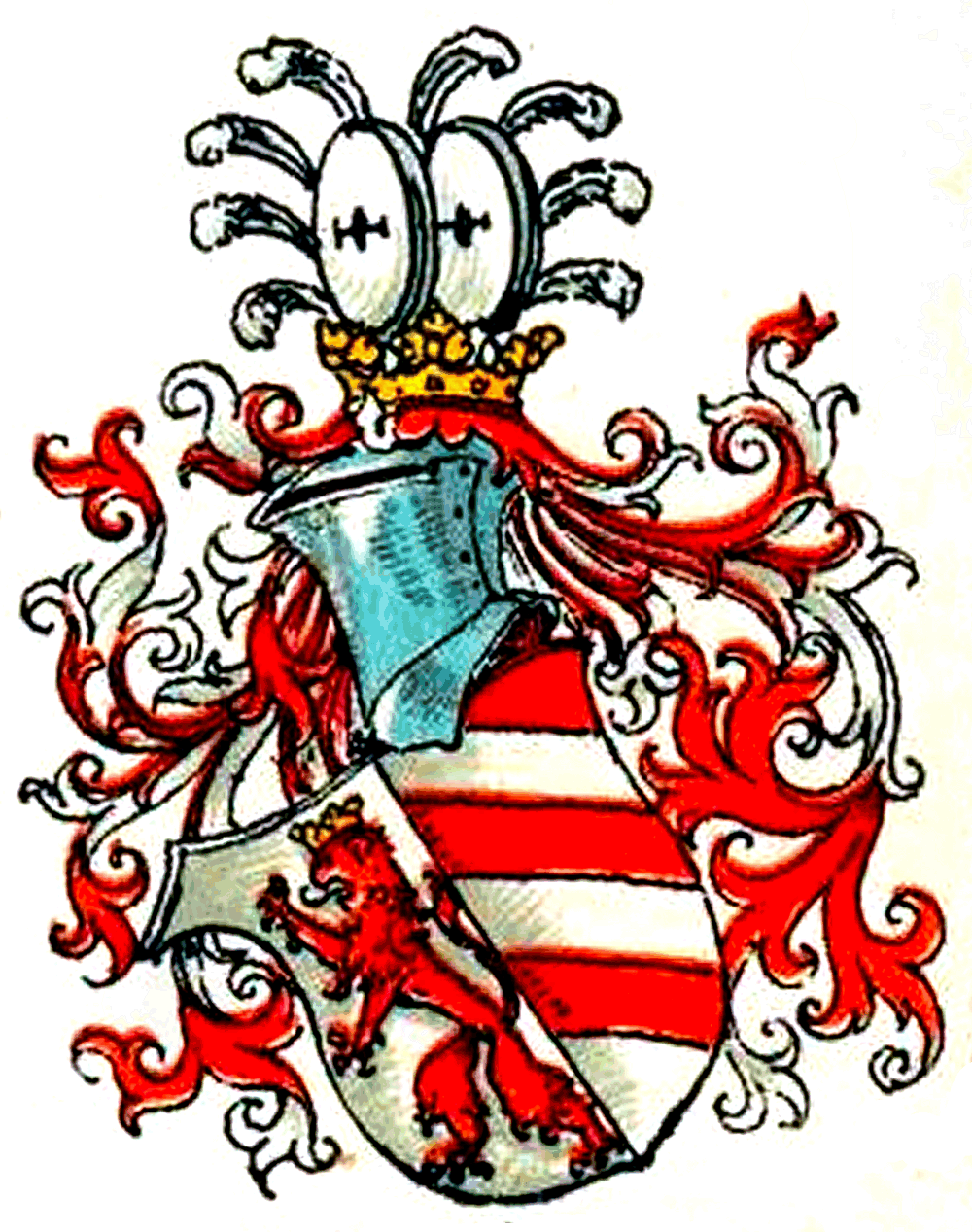
Wappen derer von Rothenburg

Rothenburg, auch Rottenburg oder Rotenburg ist der Name eines schlesischen Uradelsgeschlechts. 
Es sind verschiedene nichtverwandte mittelalterliche gleichnamige Familien, etwa die Grafen von Rothenburg in Franken, welche zahlreiche Bischöfe stellten, oder der Staufer Friedrich IV. von Rothenburg bekannt. Auch in Thüringen nannten sich ebenfalls die Grafen von Rothenburg nach ihrem Sitz Rothenburg.
Unter dem Namen Rottenburg trat im 14. Jahrhundert in Tirol eine sehr einflussreiche, wenig später jedoch erloschene Familie auf, zu der auch Heinrich VI. von Rottenburg († ca. 1412) gehörte. Noch Zedlitz lässt die schlesischen Herren und Grafen von Rothenburg von dieser Tiroler Familie abstammen, was heute jedoch nicht mehr dem Stand der Forschung entspricht. 
Ebenfalls Rottenburg nannte sich eine Danziger, vor 1671 kölnische Kaufmannsfamilie, die noch im 19. Jahrhundert blühte und der der britische General Franz Baron von Rottenburg (1757–1832) und der preußische Jurist und Diplomat Franz Johannes von Rottenburg (1845–1907) angehörten.

## Geschichte
Die Familie hat ihr Stammhaus in Rothenburg bei Grünberg und erschien erstmals urkundlich mit Christianus de Rotenburg und seinen Söhnen im Jahre 1264.
Die durchgängige Stammreihe des Stamm A beginnt mit den Brüdern Heinrich von Rothenburg († nach 1412), Hauptmann von Sorau, Herr auf Drentkau und Polnisch Nettkau und Nickel von Rothenburg († nach 1399), Herr auf Ottendorf. Aus der 1. Linie dieses Stammes wurde Nikolaus Friedrich von Rothenburg (1646–1716), Herr auf Beutnitz in Schlesien, sowie auf Burgaltdorf in Lothringen und Masmünster im Elsass als Comte de Rottembourg im Jahre 1685 in den französischen Grafenstand gehoben. Er war mit Anna Johanna von Rosen (1662–1727) vermählt. Obwohl sein Sohn Konrad Alexander Comte de Rottembourg (1684–1735) den ererbten Besitz in Frankreich noch ausdehnen konnte, erlosch diese direkte erste gräfliche Linie. Durch Erbschaft kam der französische Titel jedoch an den preußischen Generalleutnant Friedrich Rudolf von Rothenburg (1710–1751) aus der 2. Linie. Da auch dieser keine männlichen Nachkommen hatte, erlosch dieses gräfliche Haus. Alexander Rudolf von Rothenburg (1677–1758), der Vater des obigen Generalleutnants, wurde am 24. April 1736 in den preußischen Grafenstand gehoben. Jedoch schon dessen gleichnamiger Enkel (1729–1791) geriet 1786 in Konkurs. Sein Sohn war mit einer Gräfin von Hertzberg vermählt, die Ehe blieb jedoch kinderlos. 
Bereits am 24. Juni 1752 erkannte Friedrich der Große die Lehnsfolge des Stammes B an, jedoch erwarb im Jahre 1788 der Herzog Peter von Kurland, dem das benachbarte Sagan bereits gehörte, die Herrschaft über Rothenburg und Nettkow. Dessen Tochter Pauline trug das Rothenburger Schloss und die umliegenden Güter als Mitgift der Familie Hohenzollern zu. 
Die Nachfahren der morganatischen Ehe ihres Sohnes, des Fürsten Konstantin von Hohenzollern-Hechingen mit Amalie Freiin Schenk von Geyern, trugen daher via Diplom zum preußischen Grafenstand vom 4. April 1866 ebenfalls den Namen von Rothenburg, werden aber bis heute in den genealogischen Standardwerken unter den briefadeligen Häusern geführt. Kinder aus dieser morganatischen Ehe waren Friederike Wilhelmine Elisabeth Amalie Adelheid Gräfin von Rothenburg (⚭¹ Arthur von Rosen; ⚭² Julius von Löbtow) und Friedrich Wilhelm Karl Graf von Rothenburg (⚭¹ Marie Juliane Dorothea Schirmer; ⚭² Sophie-Elfriede Freiin von Krane).
Die Stammreihe des Stamm B der Familie beginnt um 1600 mit Sebastian von Rothenburg, Herr auf Weißag. Er war mit Margarete von Knobelsdorff verheiratet. Auch dieser Stamm teilte sich in zwei Linien. Die 1. Linie begründete Siegmund Adrian von Rothenburg (1745–1797), Herr auf Klemzig und Harte bei Sternberg. Sein Sohn Karl Wilhelm Sigismund von Rottenburg (1777–1837) war königlich preußischer Generalleutnant sowie zeitweise Kommandant von Minden und Wesel. Mit des ersteren Enkel und des Generalleutnants Neffen, dem königlich preußischen Oberstleutnant Eduard Alexander von Rothenburg (1825–1888), erlosch diese Linie. Die 2. Linie, begründet durch den königlich preußischen Stabskapitän Friedrich Gottlieb von Rothenburg (1757–1811), besteht hingegen bis Mitte des 20. Jahrhunderts fort.

## Wappen
Das Stammwappen zeigt im gespaltenen Schild rechts in Rot drei silberne Schräglinksbalken, links in Silber ein gekrönter roter Löwe. Auf dem Helm mit rot-silbernen Decken zwei mit je vier abwechselnd roten und silbernen Straußenfedern bestückte natürliche Mühlräder.

## Angehörige
- Nikolaus Friedrich von Rothenburg (1646–1716), französischer Maréchal de camp
- Alexander Rudolf von Rothenburg (1677–1785), preußischer Landrat des Kreis Crossen[10]
- Samuel Gottlieb von Rothenburg (1703–1770), preußischen Kammerpräsident[10]
- Friedrich Rudolf von Rothenburg (1710–1751), preußischer Generalleutnant, Regimentschef des Dragonerregiment Nr. 3
- Siegmund Adrian von Rothenburg (1745–1797), deutscher Entomologe
- Karl Wilhelm Sigismund von Rottenburg (1777–1837), preußischer Generalleutnant, Kommandant von Minden und Wesel
- Adelheid von Rothenburg (1837–1891), Autorin (Stamm B, I, Klemzig; geb. von Zastrow)